# Preeclàmpsia
La preeclàmpsia és un trastorn de l'embaràs caracteritzat per pressió arterial alta i un increment significatiu de proteïnes en l'orina. Encara que present en la majoria dels casos, les proteïnes en l'orina no necessiten estar presents per fer el diagnòstic de preeclàmpsia. Quan hi ha hipertensió arterial aquesta pot ser utilitzada per fer-ne el diagnòstic. Afecta molts sistemes del cos, podent causar una disfunció orgànica, com la presència d'un recompte baix de plaquetes (trombocitopènia), insuficiència hepàtica, disfunció renal, edemes, sensació d'ofec per l'acumulació de líquid en els pulmons (edema pulmonar), i/o trastorns cerebrals o visuals de nova aparició. Si es deixa sense tractament, la preeclàmpsia es pot convertir en eclàmpsia, que provoca convulsions durant l'embaràs i que pot posar en perill la vida. La preeclàmpsia s'associa amb múltiples efectes adversos materns i fetals.
La causa i la patogènesi de la malaltia encara no s'ha descobert definitivament, encara que la síndrome és gairebé segur que el resultat de múltiples factors. Ara es pensa que la placentació anormal (desenvolupament i disposició de la placenta) i la funció de la placenta és un fort factor predisposant per a la preeclàmpsia, encara que hi ha una gran quantitat de factors contribuents i afins que compliquen la recerca d'un mecanisme precís per a la preeclàmpsia. Aquests inclouen factors immunològics, hematològics, genètics i ambientals. Els efectes centrals de la preeclàmpsia són el resultat de la presència d'una hipòxia (subministrament inadequat d'oxigen) uteroplacentària, un desequilibri en les proteïnes angiogèniques i antiangiogèniques, un estrès oxidatiu, una disfunció endotelial (revestiment dels vasos sanguinis) materna, i una inflamació sistèmica elevada. Donat el caràcter sindròmic i multifactorial de la malaltia, encara no és possible predir rutinàriament l'evolució de la preeclàmpsia.
La preeclàmpsia afecta entre el 2-8% dels embarassos a tot el món. Es pot presentar després de les 20 setmanes de gestació, encara que amb més freqüència després de les 32 setmanes. La preeclàmpsia que es presenta abans de les 32 setmanes es considera d'inici primerenc i s'associa amb una major morbiditat. La majoria dels casos es diagnostiquen abans de l'inici del part. El lliurament del fetus i de la placenta és l'únic tractament conegut per la preeclàmpsia. En rares ocasions, la preeclàmpsia també es pot presentar en el període postpart.
Un terme mèdic antiquat per a la preeclàmpsia és la toxèmia de l'embaràs, un terme que es va originar en la creença errònia que aquest trastorn era causat per toxines.